# Flakong

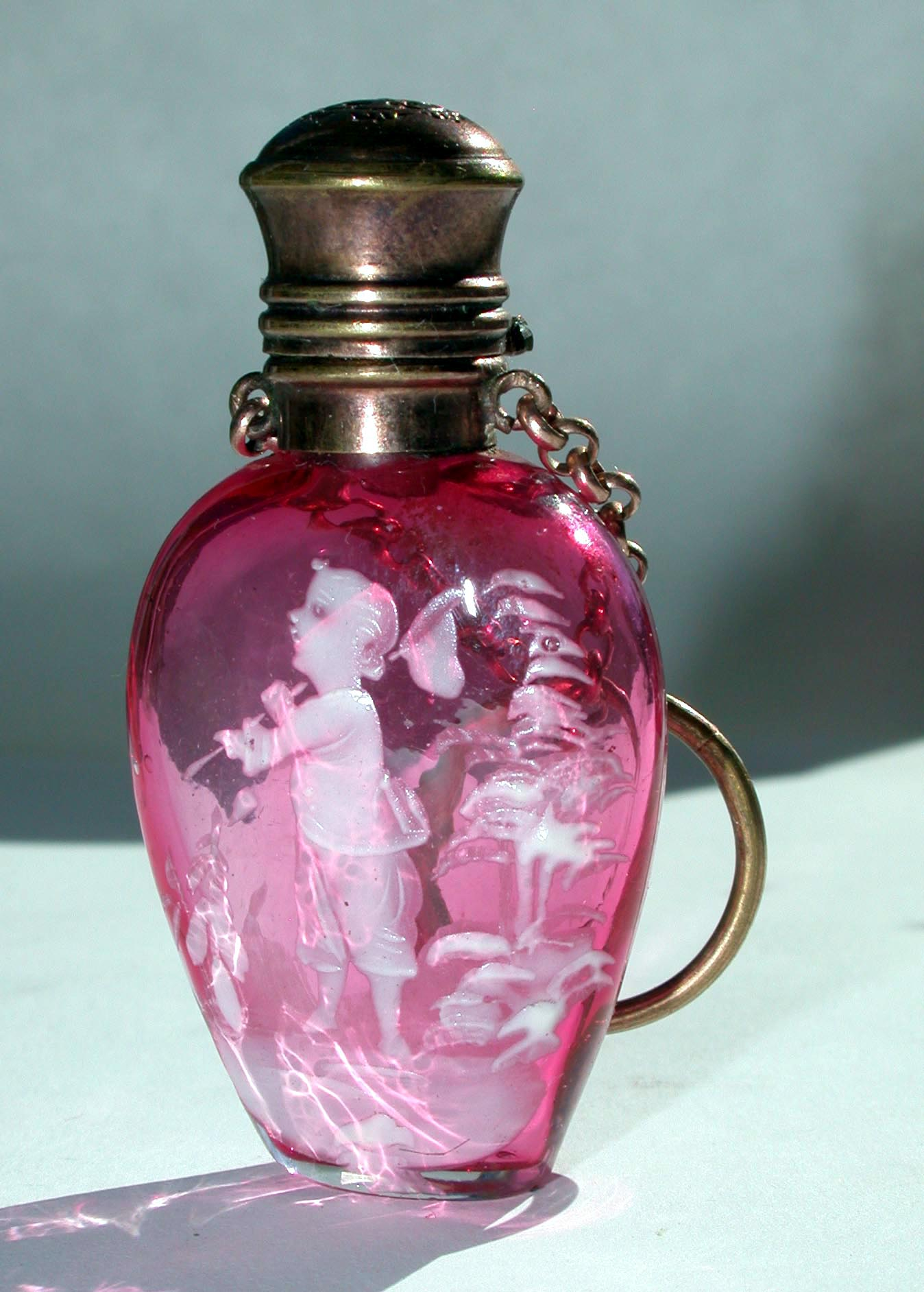
Flakong

Flakong eller flacon [flakång'] (från franskans flacon) är en mindre flaska, ofta av slipat glas, avsedd för parfym eller liknande. En flakong har ofta fantasifull form och dekor.